# عملیات ۱۹۷۰ در بلوچستان
عملیات ۱۹۷۰ میلادی یکی از جنگ‌های بین گروه های استقلال‌طلب در بلوچستان و پاکستان بود، در این جنگ بلوچ‌ها را کشورهای اتحاد جماهیر شوروی، عراق، هند و افغانستان حمایت می‌کردند و در طرف مقابل ایالات متحده امریکا از دولت پاکستان حمایت کرد. این شورش با شکست شورشیان خاتمه یافت.
مهمترين سازمان سياسى بلوچ ايرانى، يعنى جبهه آزاديبخش بلوچستان، تحت حمايت سياسى، مالى و نظامى حزب بعث عراق در اواخر دهه 1340 و اوايل دهه 1350 فعال شد.
اين جبهه مركز اصلى خود را در بغداد مستقر كرد و براى تبليغ مسائل قومى در بلوچستان ايران، يك برنامه راديويى تدارك ديد.
اكثر فعالان سياسى بلوچ در اين سال‏ها در عراق و در شيخ نشين‏هاى خليج فارس پايگاه داشتند. آنها در پايگاه‏هاى نظامى اين كشورها آموزش مى‏ديدند و رهسپار بلوچستان ايران مى‏شدند تا عليه ایران دست به عمليات نظامى بزنند.
عبدى خان رئيس معروف يكى از طوايف بلوچ ايران، كه رهبر واقعى جبهه بود، به همراه شهسوار خان بنيانگذار جبهه در بغداد زندگى می‏كرد.
اين سازمان سياسى در دمشق نيز دفتر داشت، و مقامات سورى به آن به عنوان نماينده يك حكومت ايالتى (استانى) در تبعيد، موقعيت شبهه ديپلماتيك داده بودند.
حزب بعث عراق در مبارزه با شاه تلاش كرد يك ائتلاف ضد شاه متشكل از گروههاى مختلف زبانى و مذهبى در ايران تشكيل دهد نمونه آن افراطیون مذهبی بودند که انقلاب کردند 
البته هیچکدام از این اقدامات مورد تایید عموم مردم منطقه قرار نگرفت و موفق نشدند.